# L'inquilina del piano di sopra
L'inquilina del piano di sopra è un film del 1977 diretto da Ferdinando Baldi.

## Trama
Stanchi del chiasso che proviene dall'ultimo piano di un palazzo dove abita la signorina Aurora Trabocchetti, ogni volta che ella s'incontra col marchesino suo fidanzato, gli altri inquilini incaricano il professor Arturo Canestrari, insegnante di lettere, di recapitare alla ragazza un ultimatum: o la smetterà col suo scandaloso comportamento o verrà sfrattata. Accade, invece, che Arturo prenda la simpatica Aurora (la quale, per farsi accettare dalla famiglia del fidanzato, ha bisogno di migliorare il proprio linguaggio e imparare le buone maniere) e le faccia da Pigmalione.
Aiutandosi prima, con qualche bugia di cui fa le spese un suo collega, e, poi, approfittando delle vacanze di sua moglie, il professore dedica la maggior parte del suo tempo alla ragazza finché ottiene il risultato voluto. Poiché è povera, però, Aurora viene egualmente respinta dai familiari del marchesino, col quale, perciò, decide di scappare. Alla vigilia della partenza, Arturo verrà compensato per la sua opera, e non solo in denaro.